# Peter-und-Paul-Kirche (Züllsdorf)

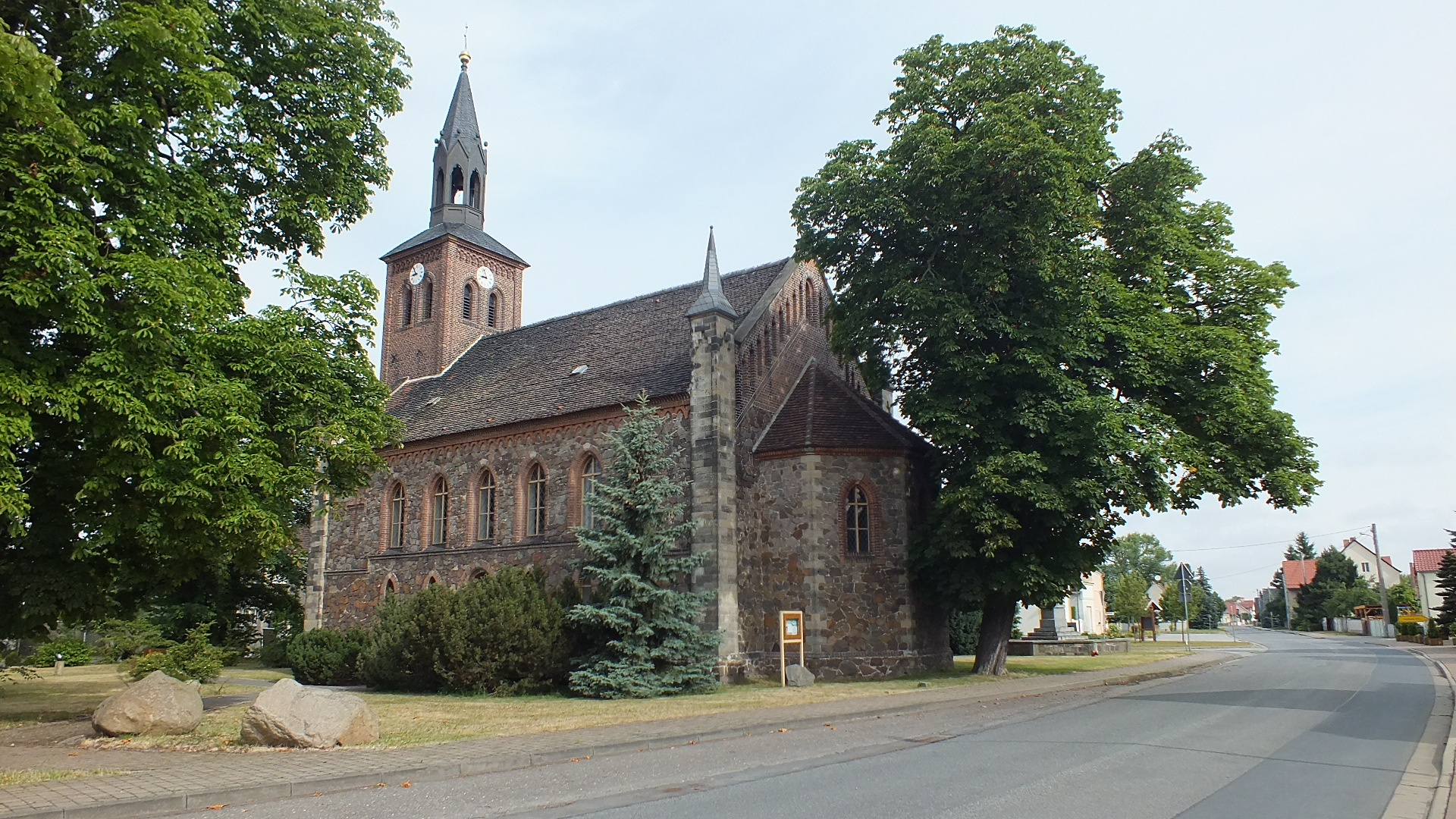
Peter-und-Paul-Kirche Züllsdorf

Die evangelische Peter-und-Paul-Kirche ist ein denkmalgeschütztes Kirchengebäude in Züllsdorf, einem Ortsteil der amtsfreien Stadt Herzberg (Elster) im südbrandenburgischen Landkreis Elbe-Elster. Hier ist das Bauwerk im Ortszentrum auf dem Dorfanger zu finden. Im örtlichen Denkmalverzeichnis ist das Bauwerk unter der Erfassungsnummer 09135312 verzeichnet.

## Baugeschichte und Architektur
Die heutige Kirche wurde im Jahre 1857 als Nachfolgebau von zwei einstmals hier befindlichen Vorgängerbauten eingeweiht. Sie ist ein massiver Saalbau aus Backstein, welcher mit Feldsteinen verblendet wurde. Im Osten des Kirchenschiffs wurde ein etwas niedrigerer dreiseitiger Chor angefügt. Im Westen ist ein Turm mit nahezu quadratischem Grundriss zu finden. Errichtet wurde das Bauwerk nach Plänen des Torgauer Bauinspectors Dolscius. Vom Baustil her wird die Kirche der Neugotik zugeordnet.

## Ausstattung
Das Innere der Kirche ist von einer flachen Holzdecke, einer Hufeisenempore und dem bauzeitlichen Gestühl geprägt. Der Fußboden besteht aus Sandsteinplatten. Im Chor findet sich ein fünfteiliges Rippengewölbe. Ausgestattet ist die Kirche unter anderem mit einer hölzernen kelchförmigen Taufe, die wie die Kirche aus dem Jahre 1857 stammt. Die zwei Bronzeglocken des Bauwerks wurden in der Glockengießerei von Andreas Herold in Dresden gegossen. Diese stammen aus den Jahren 1676 und 1694, wobei die ältere Glocke ursprünglich in der Dorfkirche von Wiederau hing. Beide Glocken befinden sich wie die Kirche im Denkmalverzeichnis des Landes Brandenburg.
Die in der Kirche vorhandene Orgel wurde im Jahre 1857 vom Eilenburger Orgelbaumeister Nicolaus Schrickel (1820–1893) geschaffen. Sie besteht aus Schleifladen, zwei Manualen, Pedal und vierzehn Registern sowie mechanischen Spiel- und Registertrakturen.
Die Kirche in Züllsdorf gehört heute zum Pfarrbereich Rehfeld im Kirchenkreis Bad Liebenwerda der Evangelischen Kirche in Mitteldeutschland. Der Kirchengemeinde gehören neben Rehfeld und Züllsdorf auch Löhsten, Beyern, Fermerswalde und Kölsa an.

## Gefallenendenkmal

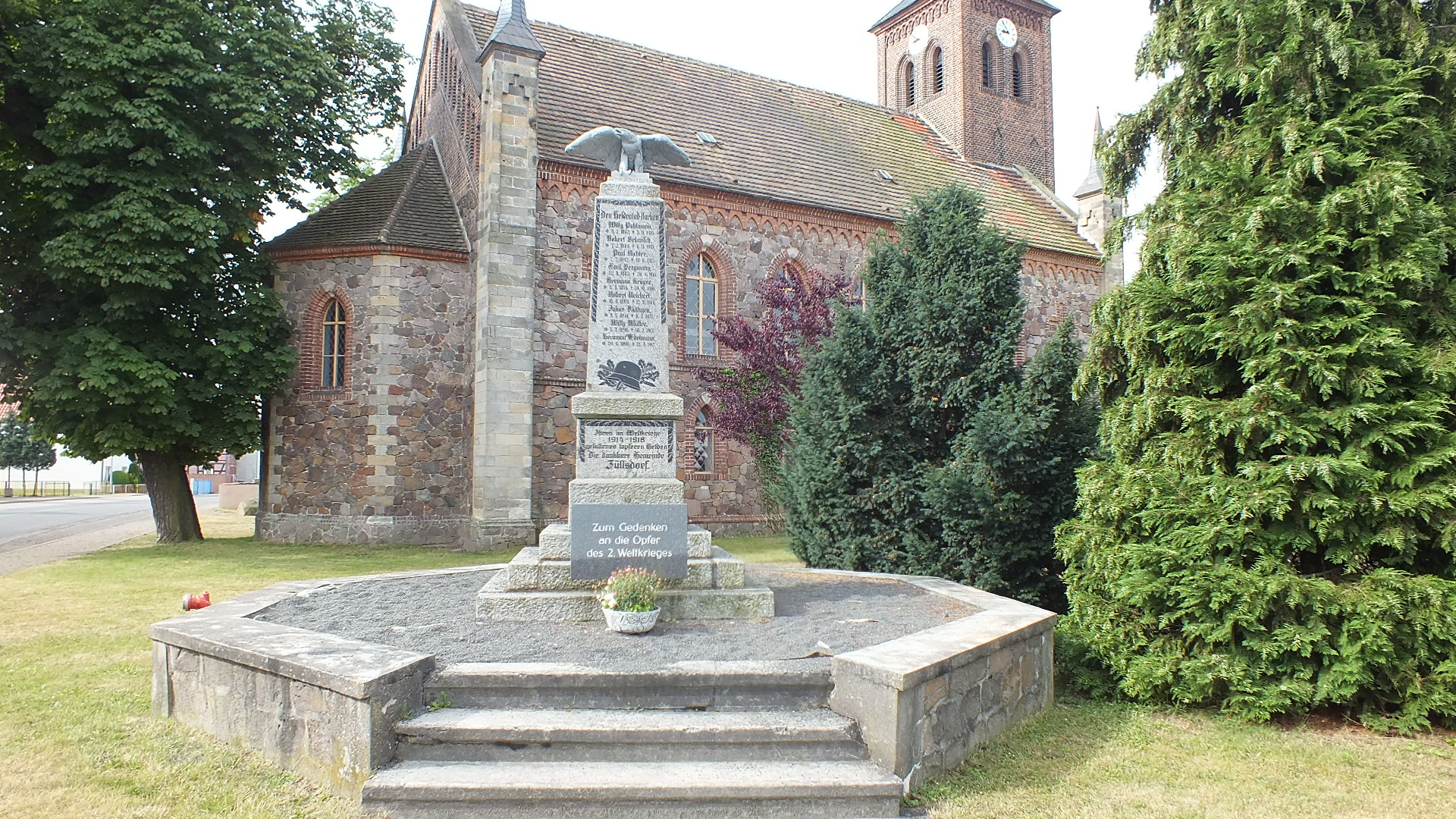
Kriegerdenkmal in Züllsdorf

Unmittelbar neben der Kirche befindet sich ein Gefallenendenkmal für die im Ersten und Zweiten Weltkrieg gefallenen Dorfbewohner. Das Denkmal besteht aus einer auf einem dreistufigen Sockel befindlichen Stele mit bekrönentem Adler. An den Seiten sind die Namen der Gefallenen eingelassen.
An der unteren Front des Denkmals findet sich die Inschrift: „Ihren im Weltkriege 1914–1918 gefallenen tapferen Helden – Die dankbare Gemeinde Züllsdorf.“ Am Sockel wurde eine weitere Tafel mit der Inschrift „Zum Gedenken an die Opfer des 2. Weltkriegs“ angebracht.